# Calzado

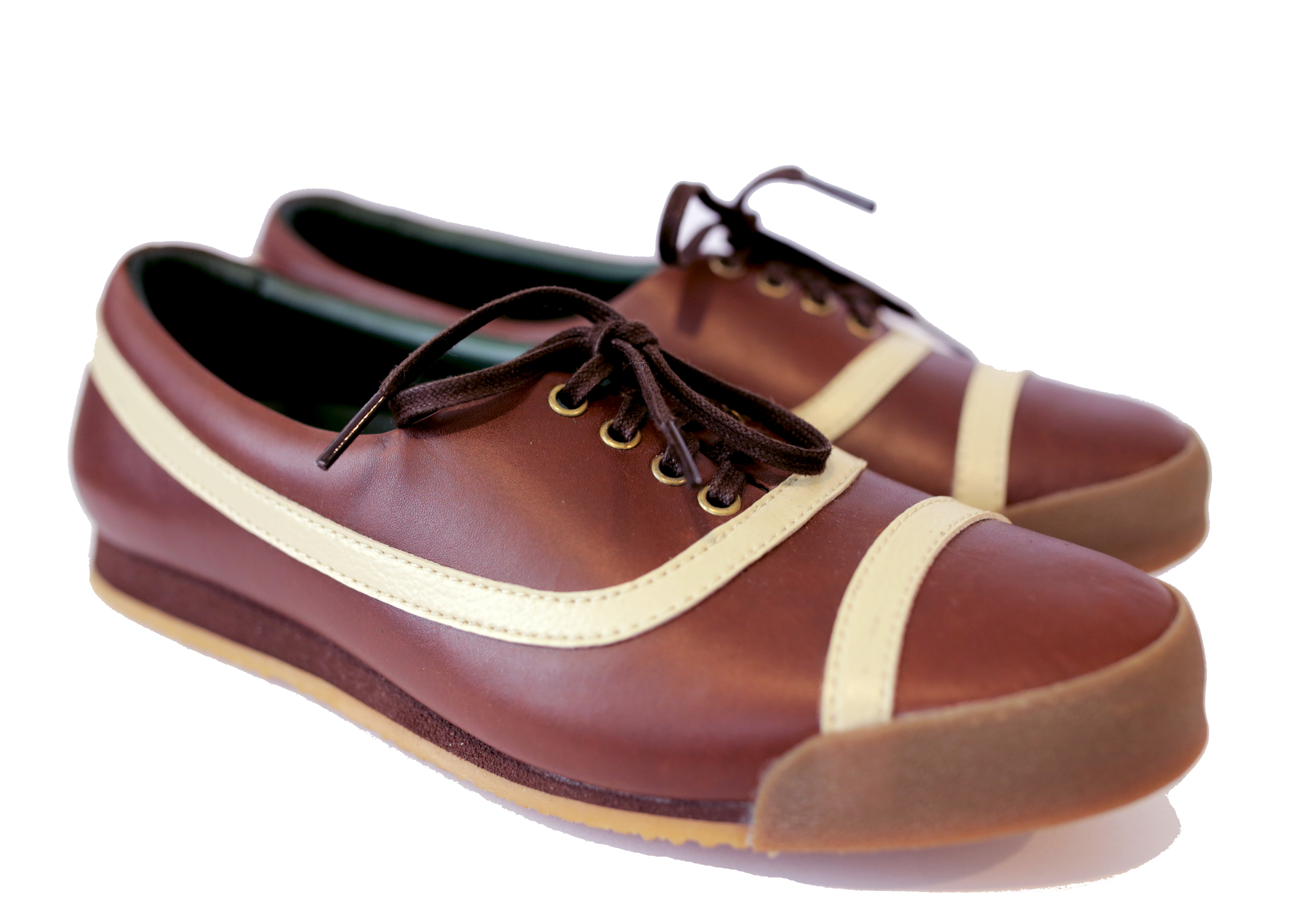
Las zapatillas deportivas son un tipo de calzado.

El calzado es la parte de la indumentaria utilizada para proteger los pies. Adquiere muchas formas, como zapatos, sandalias, alpargatas, botas o deportivas.
El calzado es vestido por una variedad de motivos, incluyendo la protección del pie, la higiene o el simple adorno. A menudo se utilizan medias o calcetines al vestir calzado.

Zapato de piel con plisados y tacón de aguja forrado, con copete. Museo del Calzado de Elda.

## Fabricación
La fabricación del calzado como tal, se venía realizando de modo artesanal desde los inicios históricos. Y aunque ya en la época romana se produjo una cantidad de calzado enorme, los procesos eran artesanales, por lo tanto, el proceso de producción masiva podría decirse que no apareció hasta la época de la Revolución Industrial.
En ambos procedimientos, aunque de forma distinta, se siguen unos pasos elementales:
1. Selección de las pieles o materiales.
2. Diseño, modelaje y patronaje. Es la primera fase de la fabricación o confección del calzado, en ella se dibuja el modelo a fabricar, se ajusta para la obtención del patrón base y se escalan los patrones para proceder al cortado de las piezas.[2]
3. Cortado. De acuerdo al contorno que deberán adquirir las piezas. En esta sección se cortan las piezas que componen el material de corte y forro, además de su clasificación.
4. Preparación para el aparado. Rebaje y dividido de las piezas, principalmente de piel; picados de adorno; dobladillado de piezas de piel, así como otros trabajos previos al ensamblaje de las piezas.
5. Guarnecido (también llamado aparado o pespunte). Cosido de las partes cortadas.
6. Montado (también llamado centrado). Usándose una horma, que sirve de modelo de pie, a la hora de encajar las partes del zapato (puntera o pala, talón, suela, etc.).
7. Envasado. Introducción de los zapatos en cajas de cartón.

### Proceso artesanal
El proceso artesanal es un proceso eminentemente manual en el que no se utiliza tecnología sofisticada. Hecho en un pequeño taller familiar o en una comunidad nativa, se utilizan generalmente materiales naturales de gran calidad, utilizándose también en algunos casos químicos y procesos industriales de todo tipo para elaborarlos.

### Proceso industrial
Dentro de las diversas secciones de la fabricación de un zapato, como se ha visto más arriba, el cortado se realiza de tres formas o métodos distintos, como el cortado manual, utilizando un utensilio manual para cortar la piel usando un patrón (normalmente de cartón duro, o lámina de acero). Aun así, existen máquinas automáticas de corte, el troquelado, sobre todo usadas para el corte del forro interior del zapato, que suele ser de piel de menor calidad, falsas o entre suelas, y cueros para la capellada; otro método actual y moderno es el corte computarizado el cual utiliza un software para la configuración y ubicación de las piezas en la piel, se da la orden tal como damos la orden de imprimir, solo que en lugar de colocar puntos de pintura realiza puntadas de corte con una cuchilla o láser, este último método tiene ventajas sobre las anteriores, no requiere una inversión en troqueles para cada diseño, se pueden realizar cortes con más detalles que si se cortara a mano en un menor tiempo, si se utiliza piel sintética la configuración se realiza en menor tiempo y con menos ciclos de configuración. También el cortado por chorro de agua es una técnica empleada especialmente para el corte de suelas.
El guarnecido se hace con máquinas de coser, similares a las usadas en la industria textil, pero especialmente diseñadas para realizar costuras resistentes y que requieren mayor potencia de perforación por tratarse de pieles o materiales de mayor dureza y consistencia.
El montado quizás sea la parte más mecanizada del sector del calzado. De hecho, a esta sección se le suele llamar también vía, debido a que los zapatos van desplazándose a través de unos cajones que circulan sobre una vía de hierro (a la altura del obrero) y cada trabajador va haciendo cada parte del trabajo de esta sección usando una máquina. El proceso exacto del montado (unión de la parte de piel del zapato con la suela), se hace con una máquina llamada «máquina de montado». En realidad por «montado» se conoce el conjunto de operaciones que preparan el zapato para la colocación de la suela o pegado, entre ellos destacamos: La colocación de la planta; el embastado o colocación de los refuerzos de tope en la punta y contrafuerte en el talón; centrado y montado de puntas, enfranques (laterales) y talones; rebatido, vaporizado de montado, lijado de montado y pisos.
Existen dos métodos de poner la suela del calzado de Forma neumática e inyección al corte cuando la suela se inyectan por separado, este es pegado manualmente por un operador y pegado en forma neumática, el segundo método es cuando la suela es inyectada directamente sobre el corte con un molde, este se llama inyección al corte. Otro sistema es el cosido de la suela, un procedimiento muy antiguo y seguro que se realizaba de forma manual y actualmente lo realizan máquinas especializadas, se trata de los sistemas de montado denominados Goodyear. La colocación de tacones se puede realizar antes de la colocación de la suela, es el caso de los zapatos de mujer tipo bottier, o después de la colocación de la suela, para los casos de zapatos de tacón tipo cubano o tacón bajo y tacón para zapatos de caballero.
Las suelas antiguamente seguían un proceso manual semiartesano que consistían en apomazarlas y lijarlas para después tintarlas y sacar los brillos, pero estos procesos en la actualidad se han visto modernizados con el llamado prefabricado de pisos.
Previo al envasado, los zapatos sufren unas serie de procesos para limpiar los residuos de las fases anteriores, también se conforman (dar forma y cerrar los huecos), según los casos, se colocan ojetes y cordoneras, se abrillantan o difuminan zonas de picados y una serie de operaciones menores de acuerdo con el tipo de modelo fabricado (colocación de adornos, plantillas y timbrados interiores etc.). El envasado en cajas de papel, es también manual. El zapato se introduce por pares en cajas de cartón. Se le incluyen las etiquetas reglamentarias, códigos de barras para facilitar la venta en los comercios, etc. Varias cajas de zapatos (6, 10, 12, 24, etc.) se introducen en un embalaje de cartón para facilitar su transporte hasta el cliente.

## Tipos de calzado
- Albarca
- Alpargata
- Babucha
- Bailarina
- Botas
- Botas de agua
- Botín
- Calzado de protección
- Chancla
- Chancleta/Hawaiana
- Escarpín
- Huarache
- Manoletina
- Mocasín
- Náutico
- Pantufla
- Sandalia
- Zapatilla de deporte
- Zapato
- Zapato de plataforma
- Zapato de tacón
- Zueco

## Leyenda

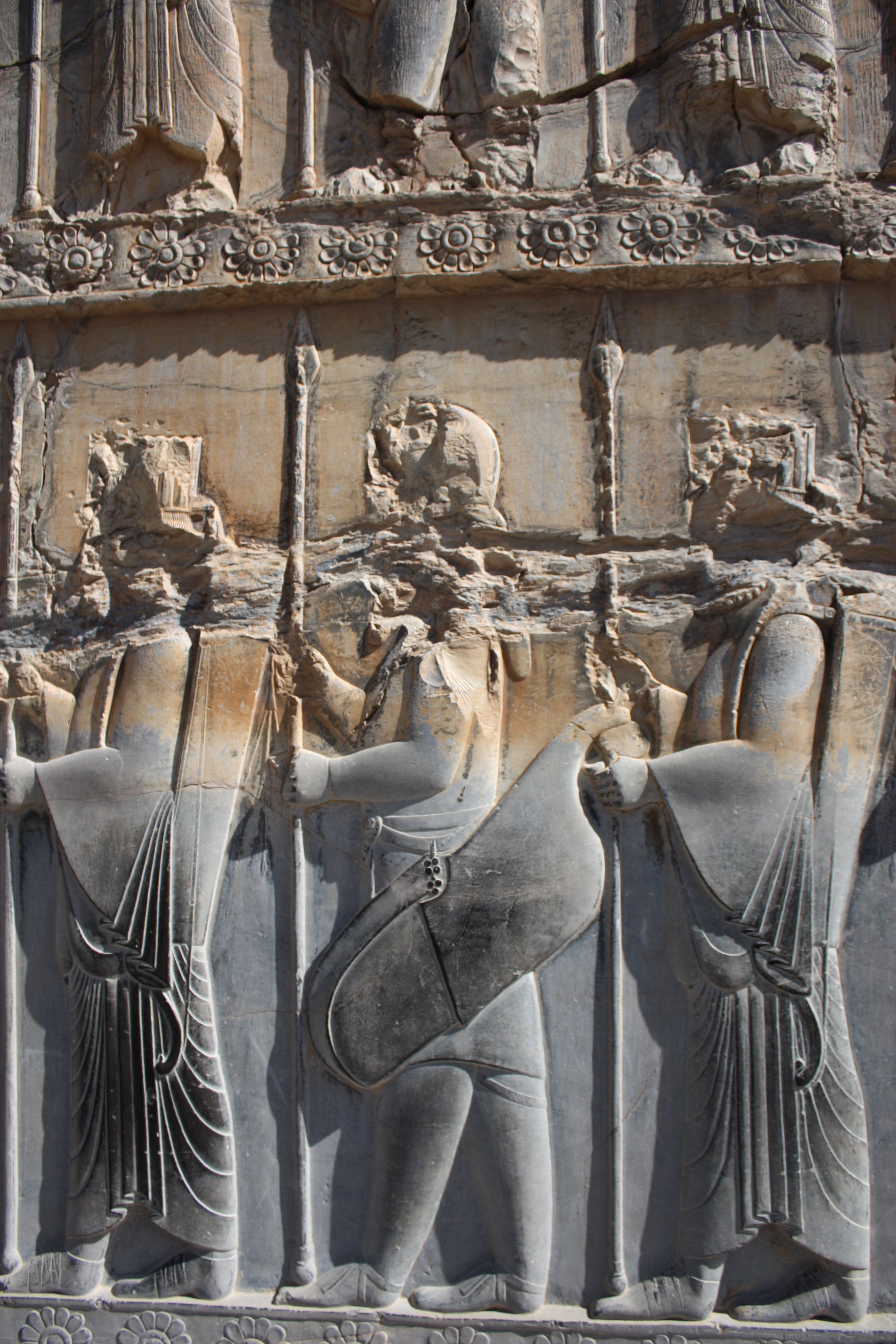
Persas con sandalias en Persépolis

Los antiguos egipcios usaban para calzado una especie de alpargatas hechas con palma o corteza de papiro.
Los griegos solían calzar los altos coturnos, que llegaban hasta la pantorrilla y fueron luego adaptados por los romanos. Una variante concreta de ese calzado era la usada en el teatro, con suelas muy gruesas, de corcho, que realzaban la estatura de los actores trágicos. Al estar asociado a un género literario de prestigio, ha dado pie al sintagma lexicalizado «de alto coturno», que se puede aplicar a personas o cosas y significa, según María Moliner, «de elevada categoría».
Pitágoras obligó a sus discípulos a usar un calzado igual al de los egipcios y al cual debía el nombre de baxea. En los bajos relieves de Persépolis se ven los persas representados con una especie de sandalias y en otros monumentos griegos, los bárbaros están con un calzado que los romanos llamaban aluta luxior. En los tiempos heroicos, los griegos sólo llevaban calzado cuando salían al campo: el de los hombres era una especie de botines de cuero y el de las mujeres consistía en unas sandalias que solían adornar con planchuelas de marfil, plata,oro y piedras preciosas en tiempos más adelantados que los heroicos.
Licurgo solamente permitía usar calzado en la guerra, en la caza y cuando se viajaba de noche. Los espartanos usaban un zapato llano que envolvía todo el pie formado de cuero colorado. El de las doncellas era muy alto, y el de las matronas de una altura media. Los atenienses llegaron a conocer diferentes especies de calzado a modo de botas y zapatos de cuero negro.

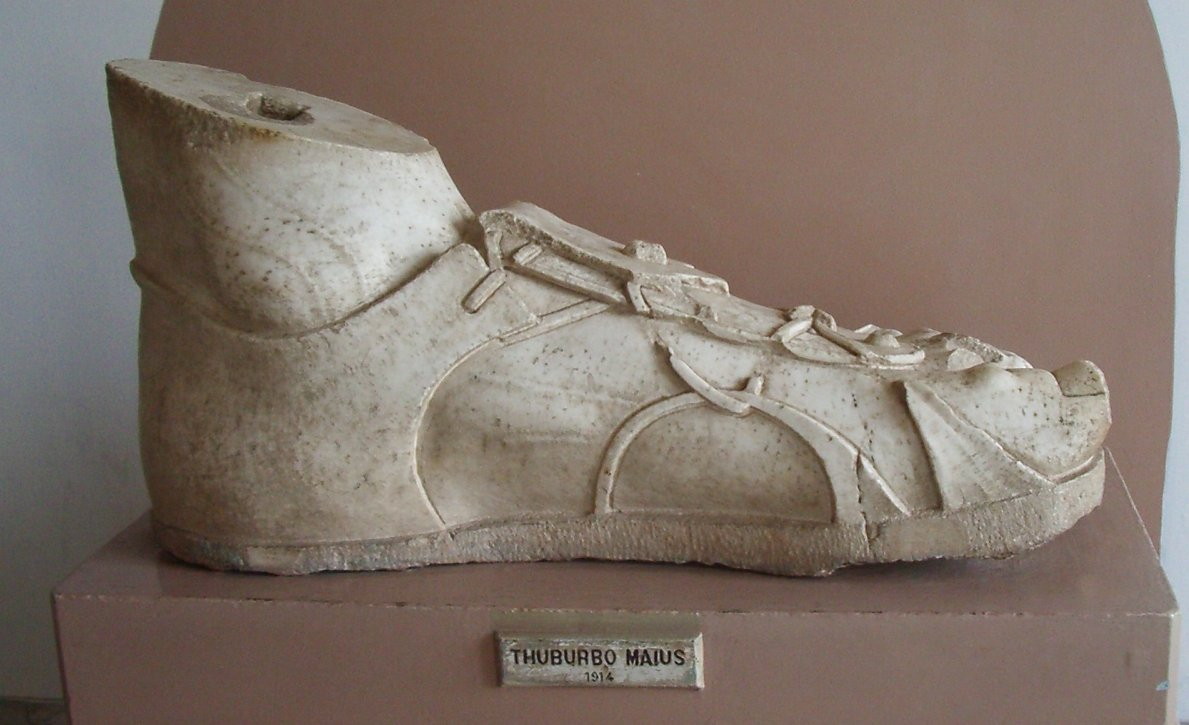
Calzado

Los romanos no llevaban calzado al principio pero luego se introdujo con la moda y en Cicerón leemos que en su tiempo usaron los jóvenes disolutos un calzado llamado sicyonium. Se conocieron diferentes especies de calzado a saber: el calceus, el muleus, el phaecasium, para calzado entero hecho de un cuero llamado aluta; la caliga, la crépida, la baxea, el sandalium, el coturno eran simples suelas atadas sobre el pie con cintas o correas. Eran de diferentes colores aunque generalmente negras. Los emperadores y triunfadores los usaban colorado. En sus casas, usaban los romanos la solea que servía de chinela. El calzado de las mujeres solía ser blanco. Los senadores usaban unas medias botas negras llevando sobre el tobillo una especie de hebilla, llamada luna o tintilla la cual tenía la forma de una «C» para indicar que en un principio los senadores patricios no eran más que ciento. Los antiguos solían dejar el calzado para comer a fin de no ensuciar los cojines sobre que se recostaban y los esclavos encargados de descalzar y calzar a los señores se denominan sandaligeruli.
El calzado desde que los hombres supieron preparar el cuero se hizo generalmente de esta materia sufriendo en sus formas modificaciones a veces muy extrañas, pues ha habido épocas en que se usaban botines terminados en punta sumamente encorvada y levantada en alto. Hay países todavía en que se emplean calzados especiales, tales como los zuecos de madera y nuestras alpargatas de cáñamo.
La historia del calzado acompaña al ser humano desde el momento en que siente la necesidad de cubrir sus pies para protegerse de las incidencias climatológicas y del terreno. A lo largo de los siglos y de cada época, el calzado adquiere diferentes formas y también se realizan con materiales muy variados, casi siempre aconsejados por las costumbres o la moda imperante.

## Producción mundial
| Principales productores de calzado (2016) (millones de pares) | Principales productores de calzado (2016) (millones de pares) |
| ------------------------------------------------------------- | ------------------------------------------------------------- |
| China                                                         | 11 110                                                        |
| India                                                         | 2790                                                          |
| Vietnam                                                       | 971                                                           |
| Brasil                                                        | 899                                                           |
| Indonesia                                                     |                                                               |
| Mundo                                                         | 21 400                                                        |

Fuente
| Principales consumidores de calzado (2016) (millones de pares) | Principales consumidores de calzado (2016) (millones de pares) |
| -------------------------------------------------------------- | -------------------------------------------------------------- |
| China                                                          | 3200                                                           |
| India                                                          | 2680                                                           |
| Estados Unidos                                                 | 2340                                                           |
| Brasil                                                         | 796                                                            |
| Mundo                                                          | 19 600                                                         |

Fuente
| Principales exportadores de calzado (2016) (millones de pares) | Principales exportadores de calzado (2016) (millones de pares) |
| -------------------------------------------------------------- | -------------------------------------------------------------- |
| China                                                          | 8000                                                           |
| Vietnam                                                        | 654                                                            |
| Indonesia                                                      | 387                                                            |
| Alemania                                                       | 252                                                            |
| Brasil                                                         | 126                                                            |

Fuente

## Algunas zonas fabricantes

### España
La principal zona de fabricación de calzado en España es el alicantino Valle del Vinalopó (Villena, Elda, Elche, Pinoso,etc.), en el que también se puede incluir la cercana ciudad de Almansa, además como no nombrar a un referente mundial en la fabricación de botos y botas de Valverde del Camino pueblo de la provincia de Huelva. Otros núcleos importantes son Fuensalida en Toledo, Arnedo en La Rioja y las Islas Baleares, sobre todo la ciudad mallorquina de Inca, y las poblaciones de Menorca.

### México
En cuanto a México, la fabricación industrial de calzado de alta calidad se concentra en León (Guanajuato), Guadalajara y la Ciudad de México. Por su parte, San Mateo Atenco, Estado de México y Naolinco, Veracruz, sobresalen como productores artesanales de calzado. La manufactura de calzado en México ha sido tan importante para el desarrollo económico del país, que incluso en la Ciudad de México se encuentra el Museo del Calzado de El Borceguí, la zapatería más antigua de esta ciudad.

### Perú
En Perú, la fabricación de calzado de alta calidad se concentra en la ciudad de Trujillo, departamento de La Libertad. Variedad en modelos y texturas que hacen a Trujillo (la capital de la primavera) también Capital del Calzado.

### Colombia
En cuanto a Colombia, la fabricación del calzado se concentra en Bucaramanga y Bogotá, que concentran los clusters de esta industria más importantes del país; también hay una importante producción en ciudades como Cali y Medellín.

### Guatemala
En cuanto a Guatemala, la fabricación de calzado de cuero se concentra en Pastores, Antigua Guatemala, pues en esta región es donde se concentra un punto fuerte de producción de calzado de cuero, tales como botas vaqueras para dama y caballero.

## Tallas

Desde el siglo XVIII, en el ramo del calzado se utiliza una unidad propia: el punto. Así pues, para determinar la longitud del pie podía utilizarse el punto París, el punto Berlín, el punto Viena, etc., que los maestros de distintas regiones habían fijado a raíz de distintos acuerdos. En cualquier caso, las numeraciones para determinar la longitud del zapato no tuvieron demasiada importancia hasta finales del siglo XIX, cuando empezó a desarrollarse la producción en masa.
 

Tallaje para niños.
 

Tallaje para adultos.
Existen cuatro tipos de numeraciones principales:

### La numeración europea
Durante la época de Napoleón (principios del siglo XIX), en Europa se extendió el uso del punto París, equivalente a ⅔ cm, es decir 6,667 mm. Puesto que esta medida resultaba demasiado grande, se introdujeron medias medidas: el número 40,5 equivale aproximadamente a 27 cm.

### La numeración inglesa
El sistema inglés quedó fijado por orden del rey de Inglaterra Eduardo II. Este determinó que tres granos de cebada juntos formaban una pulgada (1 pulgada = 2,54 cm) y que 12 pulgadas eran un pie (1 pie = 30,48 cm). La unidad de calzado inglés equivale a la longitud de un grano de cebada, es decir, 1⁄3 de pulgada o 8,46 mm. También en este caso la unidad resultó ser demasiado grande, por lo que se introdujeron números medios: 1/2 = 4,23 mm.
El sistema de numeración inglés empieza con un longitud para adultos de unos 22 cm (número 1, equivalente a la 33 francesa). A estos 22 cm o 8,66 pulgadas se le añade 1⁄3 de pulgada por número. El número 42 francés se corresponde al número 28 de las tallas métricas y al 8 de la numeración inglesa —22 cm + (8 × 0,846) = 28,77 cm—. La numeración más corriente entre caballeros oscila entre el número 5,5 (número 39 en el sistema francés) y el 11 (número 46 en el sistema francés).

### La numeración estadounidense
Se trata básicamente de la unidad inglesa. La diferencia radica en el punto de partida. En el sistema estadounidense, la escala está adelantada 1,116 mm, por lo que, en comparación con el sistema inglés, cada número empieza un poco antes.

### La numeración métrica
La numeración métrica permite medir tanto la longitud del pie como del zapato, y cuenta con una escala similar. En la práctica, no se ha impuesto para la numeración del calzado.